# František Šturma
František Šturma (* 7. srpna 1972, Nymburk, Československo) je český fotbalový trenér, od února 2019 hlavní kouč českého klubu 1. SC Znojmo FK. Čerpá mj. z italské fotbalové školy. Jeho oblíbeným fotbalistou je Pavel Nedvěd.

## Trenérská kariéra
Absolvoval stáže v italských klubech Juventus Turín a Lazio Řím.
V České republice působil převážně jako trenér mládeže a asistent, vedl např. rezervu Slovanu Liberec, juniorské týmy FK Viktoria Žižkov, Bohemians 1905, FK Mladá Boleslav.
Stál i na lavičce Arsenalu Česká Lípa.
V sezóně 2013/14 koučoval Táborsko.
V létě 2014 se stal trenérem východoslovenského klubu MFK Zemplín Michalovce, kde již v minulosti působil jako asistent krajana Vlastimila Petržely (v sezóně 2010/11). S mužstvem o věkovém průměru 20,5 roku dokázal vyhrát v ročníku 2014/15 2. ligu a poprvé v historii klubu postoupit do 1. slovenské ligy.
Koncem září 2016 převzal trenérskou taktovku v podtatranském druholigovém slovenském týmu FK Poprad.